# Solana (Flórida)
Solana é uma Região censo-designada localizada no estado americano de Flórida, no Condado de Charlotte.

## Demografia
Segundo o censo americano de 2000, a sua população era de 1011 habitantes.

## Geografia
De acordo com o United States Census Bureau tem uma área de
4,6 km², dos quais 4,4 km² cobertos por terra e 0,2 km² cobertos por água.

## Localidades na vizinhança
O diagrama seguinte representa as localidades num raio de 16 km ao redor de Solana.